# Gare de Bassanese
La gare de Bassanese est une gare ferroviaire française de la ligne de Bastia à Ajaccio (voie unique à écartement métrique), située sur le territoire de la commune de Bastia, dans le département de la Haute-Corse et la Collectivité territoriale de Corse (CTC).
C'est une halte voyageurs des Chemins de fer de la Corse (CFC), du « secteur périurbain de Bastia », desservie éventuellement, par des trains « grande ligne ». Arrêt facultatif (AF), il faut signaler sa présence au conducteur pour qu'il y ait un arrêt du train.

## Situation ferroviaire
Établie à 14 mètres d'altitude, la halte de Bassanese est située au point kilométrique (PK) 2,500 de la ligne de Bastia à Ajaccio (voie unique à écartement métrique), entre les haltes de Rivoli (AF) et de L'Arinella (AF), 
Elle dispose d'un quai court.

## Service des voyageurs

### Accueil
Halte CFC, c'est un point d'arrêt non géré (PANG) à accès libre. Elle est équipée d'un quai avec un abri et de l'éclairage. C'est un arrêt facultatif (AF) : le train ne s'arrête que si la demande a été faite au conducteur.

### Desserte
Bassanese est desservie (éventuellement : arrêt facultatif (AF)) par des trains CFC « grande ligne » des relations : Bastia - Ajaccio, ou Corte, et Bastia - Calvi. C'est également une halte du « Secteur périurbain de Bastia » desservie par des trains CFC de la relation Bastia - Casamozza.

### Intermodalité
Elle dessert notamment la piscine municipale de la Carbonite.

## Projet
Dans le cadre de l'aménagement de la section périurbaines de Bastia à Casamozza, la collectivité territoriale de Corse a approuvé en juillet 2013 le principe de la rénovation de la « halte de Bassanese ». Pour un coût estimé de 200 000 euros, il est notamment prévu : d'allonger et rehausser le quai, de mettre des passages planchéiés pour la traversée de la voie, et d'assurer son accessibilité aux personnes à la mobilité réduite.